# Hylaeus coriaceus
Hylaeus coriaceus är en biart som först beskrevs av Pérez 1895.  Hylaeus coriaceus ingår i släktet citronbin, och familjen korttungebin. Inga underarter finns listade i Catalogue of Life.